# Малахівський Мирослав Михайлович
Мирослав Михайлович Малахівський — поет, журналіст, публіцист, редактор газети «Народна думка [Архівовано 14 січня 2016 у Wayback Machine.]».

## Життєпис
Він народився в селі Переможному, Львівського району, Львівської області, 1954 року.  У 1996 році Мирослав першим серед журналістів розповів про трагічну загибель у слідчому ізоляторі УСБУ у Львівській області мешканця Городка Юрія Мозоли У того «вибивали» зізнання у страшних злочинах, котрі насправді скоїв сумнозвісний вбивця Онопрієнко. Слідство і розгляд справи у суді тривали довго. Бувало, батьки Юрія Мозоли відмовлялися брати участь у судовому розгляді, коли там був відсутній їх головний захисник — Мирослав Малахівський. Лише 2000-го року винуватці сіли на лаву підсудних, але справедливість, як продовжував наголошувати у своїх публікаціях журналіст, не восторжествувала сповна, адже батьків убитого чоловіка не визнали потерпілою стороною. Врешті до Городка прибула Уповноважений Верховної Ради України з прав людини Ніна Карпачова. За її позовом батьків було визнано потерпілими і стягнуто на їх користь значні суми: 80 тисяч гривень із УСБУ та 50 тисяч із обласної прокуратури.
У 2002 році Мирослава Малахівського першого в Україні нагородили Почесною грамотою Уповноваженого Верховної Ради України з прав людини «за особисту мужність, проявлену у висвітленні правди про невинно убієнного Юрія Мозолу, яка сприяла торжеству справедливості та верховенству прав людини». Мирославу вдавалось захищати права людей завдяки принциповості й непідкупності.
Материнський заповіт для нього — найвища святість. Була спроба підкупити сміливця. У відповідь той почав глузливо перелічувати на пальцях, скільки коштує його мовчання: мільйон, два, три, чотири… Якось правдошукача жорстоко побили. Іншим разом районні правоохоронці спробували приборкати журналіста кайданками. Вдягнули на руки, повезли у райвідділ міліції, а там — уже готова «справа» з іменами понятих, свідків. Мовляв, був нетверезий за кермом. Добре, що знайшовся у райвідділі порядний міліціонер — дозволив зателефонувати. Пригода мала трагікомічне продовження: двоє міліціонерів, котрі вдягали кайданки, прийшли благати, щоб Мирослав таки підписався, що був нетверезим, бо інакше їх звільнять із служби. А вони ж бо виконували наказ начальства. Було б смішно, якби не сумно.
У 2004 році Мирослав Малахівський опублікував серію матеріалів про ДТП, під час котрої загинув юнак. Кримінальну справу було закрито, але після втручання журналіста вона була доведена до суду, і винуватця покарали. У 2005 році журналіст став на захист громади села Братковичі, комунальну власність котрої хотів приватизувати колишній голова колгоспу, що став бізнесменом. Розплата не забарилася. Та винуватим суд визнав народний часопис. Газету зобов'язали відшкодувати моральну шкоду — 20 тисяч гривень «потерпілій» стороні та ще й вибачитися перед родиною бізнесмена. Понад два роки тривав судовий процес у Личаківському районному суді м. Львова. Вже в апеляційному порядку його рішення було скасовано. Втрутилися Ніна Карпачова, на захист колеги стала обласна організація Спілки журналістів.
Загалом проти Малахівського городоцькі правоохоронці порушували дві сфабриковані кримінальні справи, тричі журналіст захищався у судах. Він не втомлювався боротися за істину. Став на прю проти судді одного із львівських обласних судів. Сили — аж надто нерівні, та справедливість — понад усе. Жодного разу він ані на півкроку не поступався правді. І тому саме його серед чималої когорти журналістів області Ніна Карпачова запросила до співпраці у новоствореному Львівському представництві Уповноваженого з прав людини. Воїнові слова, лицареві без страху і докору довіряють і посадовці, і читачі з глибинки.
Помер 27 листопада 2019 року після тяжкої хвороби.

## Творчий і громадський доробок
Багато років був головним редактором районного часопису Городоччини "Народна думка". Працював у літературно-мистецьке об'єднання «Джерело», районна бібліотека для дітей. Брав участь, як літературознавець у видавництві "Мистецька Городоччина". Займався журналістською діяльністю. Видав багато збірок, серед них збірка "На перевалі".

### Твори
- Збірка «На перевалі» (2014)[3]
- Збірка "Відчинені вікна" (2008)
- «В пошуках чудес»
- «Я вертаюсь назад»
- Сонет "Весна"